# Nakama
Nakama (japanska: 中間市?, Nakama-shi) är en stad i Fukuoka prefektur i Japan. Staden fick stadsrättigheter 1958.